# ثعبان أعمى غريب
ثعبان أعمى غريب (الاسم العلمي: Xenotyphlops)، جنس ثعابين، وهو الجنس الوحيد في فصيلة الثعبانيات العمياء الغريبة، أنواعه اثنان توجد فقط في مدغشقر.